# Condado de Warren (Ohio)
O Condado de Warren é um dos 88 condados do estado americano de Ohio. A sede do condado é Lebanon, e sua maior cidade é Lebanon. O condado possui uma área de 1 054 km² (dos quais 19 km² estão cobertos por água), uma população de 158 383 habitantes, e uma densidade populacional de 153 hab/km² (segundo o censo nacional de 2000). O condado foi fundado em 1 de maio de 1803.